# إمارة تفريك البوليسية
إمارة تفريك البوليسية هي إمارة بوليسية من العصور الوسطى على أراضي تفريك التاريخية (ديفريغي الحالية، تركيا).

## التاريخ
في عام 843، شنت الإمبراطورة البيزنطية ثيودورا اضطهادًا كبيرًا ضد طائفة مسيحية هرطوقية من العصور الوسطى نشأت في أرمينيا في القرن السابع، إن البوليسيانيين، في جميع أنحاء آسيا الصغرى. وردًا على ذلك، فر البوليسيانيون بقيادة زعيمهم آنذاك كاربياس عبر الحدود إلى مناطق أرمينيا الخاضعة للسيطرة العربية.
تحت حماية عمر الأقطع، أمير ملطية، سمح العرب للطائفة بإنشاء دولة بوليسية مستقلة تركزت في تفريك على نهر الفرات الأعلى، والتي شملت أيضًا المدن التي تأسست حديثًا وهي العمارة (عمرلي الحالية، تركيا) وأرجاون (أرجوفان الحالية، تركيا). ومن هناك، شارك بانتظام في الغارات التي شنتها الإمارات الحدودية العربية على آسيا الصغرى البيزنطية. توفي كاربياس في عام 863 أثناء حملة ميخائيل الثالث ضد العرب، ومن المحتمل أنه كان مع عمر في مالاكوبيا قبل معركة لالاكاون.
دمر خليفة كاربياس، كريسوشيريس ('اليد الذهبية')، العديد من المدن في الحروب المستمرة مع البيزنطيين؛ وفي عام 867، تقدم حتى أفسس. قُتل كريسوشيريس في معركة باثي رايكس في عام 872 أو 878 م.
بحلول عام 878، كان الإمبراطور باسيل الأول قد غزا معاقل بوليسيان في آسيا الصغرى (بما في ذلك تفريك) وهُجر الناجين من تدمير دولة بوليسيان إلى حد كبير.